# Jo Planckaert
Jo Planckaert (Deinze, 16 december 1970) is een voormalig Belgisch wielrenner. Hij maakt deel uit van een bekende wielerfamilie. Zijn vader Willy, zijn ooms Walter en Eddy en zijn neef Francesco zijn ook allen beroepsrenner geweest. Hij begon z'n carrière bij KVC Deinze vzw.

## Belangrijkste overwinningen

#### Nieuwelingen 1986 - 1987 41 overwinningen
- Kampioen van België
- Gouden fiets

#### Junioren 1988 - 1989 35 overwinningen
- Ronde van Vlaanderen, Junioren (Herzele)

#### Amateurs 1990 - 1991 21 overwinningen
- Provinciaal kampioen Geraardsbergen

#### Palmares
1993
- 3e etappe Ruta del Sol
- 4e etappe Ronde van Murcia
- Ronde van Midden-Zeeland
- Berlare

1994
- 5e etappe Coca-Cola Trophy
- 15e - Kuurne-Brussel-Kuurne

1995
- Nokere Koerse
- GP de Denain
- 4e etappe deel B Ronde van Zweden
- Beveren Leie
- Lede
- 2e etappe Coca Cola Trophy
- Berlare
- 3e etappe Ronde van China
- 16e - Kuurne-Brussel-Kuurne

1996
- Zomergem Adinkerke

1997
- 4e etappe Ronde van Galicië
- Kortemark
- Bavikhove

1998
- GP Briek Schotte
- GP Jef Scherens
- 3e etappe Ster van Bessèges
- Eindklassement Ster van Bessèges
- Meulebeke

1999
- 2e etappe Ster van Bessèges
- 1e - Kuurne-Brussel-Kuurne
- 4e - Nokere Koerse
- 5e - Omloop Het Volk, Lokeren (klassieker)
- Nacht van Peer

2000
- Eindklassement Ster van Bessèges
- 5e etappe Ruta del Sol
- Amien
- Tro Bro Léon
- 1e etappe Ronde van het Waalse Gewest
- 1e etappe Limoges
- 5e - Kuurne-Brussel-Kuurne

2001
- GP Stad Zottegem - Tistaertprijs

2002
- Schriek

2003
- 2e etappe Ster van Bessèges

## Resultaten in voornaamste wedstrijden
| Jaar | Ronde van Italië | Ronde van Frankrijk | Ronde van Spanje |
| ---- | ---------------- | ------------------- | ---------------- |
| 1992 |                  |                     |                  |
| 1993 |                  |                     |                  |
| 1994 |                  |                     |                  |
| 1995 |                  |                     |                  |
| 1996 |                  |                     |                  |
| 1997 |                  | buiten tijd         |                  |
| 1998 |                  |                     |                  |
| 1999 |                  |                     | opgave           |
| 2000 |                  |                     |                  |
| 2001 |                  |                     |                  |
| 2002 |                  |                     |                  |
| 2003 |                  |                     |                  |
| 2004 |                  |                     |                  |

| Jaar | Milaan-San Remo | Gent-Wevelgem | Ronde van Vlaanderen | Parijs-Roubaix | Amstel Gold Race | Parijs-Brussel | Parijs-Tours | Omloop Het Volk |  | WK op de weg |  | Wereldranglijsten |
| ---- | --------------- | ------------- | -------------------- | -------------- | ---------------- | -------------- | ------------ | --------------- |  | ------------ |  | ----------------- |
| 1992 |                 |               |                      |                |                  | 11e            |              | 30e             |  |              |  |                   |
| 1993 | 84e             |               | 65e                  |                |                  | 20e            | 13e          | 17e             |  |              |  |                   |
| 1994 |                 | 12e           | 37e                  |                |                  | 5e             | 20e          | 26e             |  |              |  |                   |
| 1995 |                 | 13e           |                      | 80e            |                  | 13e            | 20e          | 9e              |  |              |  |                   |
| 1996 |                 | 64e           | 57e                  |                |                  |                | 21e          |                 |  |              |  |                   |
| 1997 | 57e             | 39e           | 8e                   | ↑              | 64e              | 8e             | 38e          | 10e             |  | 23e          |  | 11e (UWB)         |
| 1998 |                 |               |                      |                |                  |                | 8e           |                 |  |              |  |                   |
| 1999 | 8e              | 21e           |                      | 5e             | 17e              |                |              | 5e              |  |              |  | 18e (UWB)         |
| 2000 | 6e              |               | 52e                  | 43e            | 62e              | 7e             | 108e         | 11e             |  |              |  |                   |
| 2001 | 19e             | 58e           | 28e                  |                |                  | 5e             | 14e          | 55e             |  |              |  |                   |
| 2002 | 4e              | 78e           | 11e                  |                | 7e               | 26e            | 8e           | 9e              |  | 164e         |  | 10e (UWB)         |
| 2003 | 113e            |               | 63e                  |                |                  |                |              |                 |  |              |  |                   |
| 2004 |                 | 46e           | 78e                  |                |                  |                |              |                 |  |              |  |                   |

## Ploegen
- 1991: Panasonic-Sportlife (stagiair vanaf 01-09)
- 1992: Panasonic Sportlife
- 1993-1994: Novemail-Histor
- 1995: Collstrop-Lystex
- 1996: Ceramiche Refin-Mobilvetta
- 1997-1999: Lotto-Mobistar
- 2000-2003: Cofidis, le Crédit par Téléphone
- 2004 - MrBookmaker.com-Palmans